# Кэрол (фильм)
«Кэ́рол» (англ. Carol) — британско-американская мелодрама режиссёра Тодда Хейнса. Сценарий фильма основан на романе Патриции Хайсмит «Цена соли» (1952). Премьера ленты состоялась на Каннском кинофестивале 2015 года. Фильм получил шесть номинаций на премию «Оскар». В российский прокат картина вышла 10 марта 2016 года.

## Сюжет
Действие происходит в Нью-Йорке в 1950-х годах. Юная продавщица Терез (Руни Мара) знакомится с неотразимой женщиной по имени Кэрол (Кейт Бланшетт). Женщины постепенно сближаются, и Терез осознает, что влюблена. Муж Кэрол, с которым она находится в процессе развода, старается использовать любовную связь двух женщин, чтобы получить опеку над пятилетней дочерью Ринди.

## В ролях
- Кейт Бланшетт — Кэрол Эйрд
- Руни Мара — Терез Беливет
- Кайл Чандлер — Хардж Эйрд
- Сара Полсон — Эбби Герхард
- Джейк Лэси — Ричард
- Кэрри Браунстин — Женевьев Кантрель
- Кори Майкл Смит — Томми Такер
- Джон Магаро — Дэнни Макэлрой

## Создание
В мае 2012 года было анонсировано, что Кейт Бланшетт и Миа Васиковска снимутся в фильме «Кэрол» по роману Патриции Хайсмит, при этом режиссёром станет Джон Кроули. В мае 2013 года Джона Кроули заменил Тодд Хейнс. В августе стало известно, что вместо Мии Васиковской в фильме снимется Руни Мара.
Съёмки фильма начались в марте 2014 года в Цинциннати, Огайо. Съёмки были завершены в апреле того же года.
Фильм снят на киноплёнку формата «Супер-16», чтобы более походить на картины, снятые в конце 1940-х и начале 1950-х годов. Оператор Эдвард Лэкмен черпал вдохновение в работах фотохудожников Вивьен Майер, Рут Оркин, Элен Левитт, Эстер Бабли, а также Сола Лейтера (который иногда делал снимки через окна или просто снимал отражения).

## Критика
Фильм был высоко оценён кинокритиками. На сайте Rotten Tomatoes он имеет рейтинг 94 % на основе 322 отзывах со средней оценкой 8,6 из 10. «Кэрол» был признан лучшим фильмом 2015 года по версии журнала о кино Film Comment. По данным Metacritic, «Кэрол» стал фильмом, получившим наивысшие оценки критиков в 2015 году. Он имеет оценку 95 из 100 на основе 44 отзывов критиков. Он также возглавил список лучших фильмов 2015 года в опросе, проведённом журналом Variety. Фильм попал на вторую строчку в списках лучших картин 2015 года, проведённых журналами Sight & Sound, Village Voice и Indiewire.
В России фильм получил высокие оценки критиков. Антон Долин назвал «Кэрол» «шедевром» и «эстетским удовольствием сезона и одним из лучших новых фильмов о любви». Андрей Плахов включил «Кэрол» в свой список десяти лучших фильмов 2015 года с пометкой «самый красивый фильм года».

## Награды
| Награда                                             | Категория                                | Номинант                                       | Результат |
| --------------------------------------------------- | ---------------------------------------- | ---------------------------------------------- | --------- |
| Каннский кинофестиваль (2015)                       | «Золотая пальмовая ветвь»                |                                                | Номинация |
| Каннский кинофестиваль (2015)                       | «Лучшая женская роль»                    | Руни Мара                                      | Победа    |
| Каннский кинофестиваль (2015)                       | Queer Palm                               |                                                | Победа    |
| Премия Американского института киноискусства (2015) | «Лучший фильм»                           |                                                | Победа    |
| Фестиваль Camerimage (2015)                         | «Золотая лягушка»                        | Эдвард Лэкмен                                  | Победа    |
| Премия британского независимого кино (2015)         | «Лучший международный независимый фильм» |                                                | Номинация |
| Оскар (2016)                                        | «Лучшая женская роль»                    | Кейт Бланшетт                                  | Номинация |
| Оскар (2016)                                        | «Лучшая женская роль второго плана»      | Руни Мара                                      | Номинация |
| Оскар (2016)                                        | «Лучший адаптированный сценарий»         | Филлис Наги                                    | Номинация |
| Оскар (2016)                                        | «Лучшая музыка к фильму»                 | Картер Бёруэлл                                 | Номинация |
| Оскар (2016)                                        | «Лучшая операторская работа»             | Эдвард Лэкмен                                  | Номинация |
| Оскар (2016)                                        | «Лучший дизайн костюмов»                 | Сэнди Пауэлл                                   | Номинация |
| BAFTA (2016)                                        | «Лучший фильм»                           | Элизабет Карлсен, Кристин Ванчон, Стивен Вулли | Номинация |
| BAFTA (2016)                                        | «Лучший режиссёр»                        | Тодд Хейнс                                     | Номинация |
| BAFTA (2016)                                        | «Лучшая женская роль»                    | Кейт Бланшетт                                  | Номинация |
| BAFTA (2016)                                        | «Лучшая женская роль второго плана»      | Руни Мара                                      | Номинация |
| BAFTA (2016)                                        | «Лучший адаптированный сценарий»         | Филлис Наги                                    | Номинация |
| BAFTA (2016)                                        | «Лучшая операторская работа»             | Эдвард Лэкмен                                  | Номинация |
| BAFTA (2016)                                        | «Лучший грим и причёски»                 | Джерри Декарло, Патрисия Риган                 | Номинация |
| BAFTA (2016)                                        | «Лучшая работа художника-постановщика»   | Джуди Бекер, Хезер Лоффлер                     | Номинация |
| BAFTA (2016)                                        | «Лучший дизайн костюмов»                 | Сэнди Пауэлл                                   | Номинация |
| Золотой глобус (2016)                               | «Лучший фильм — драма»                   |                                                | Номинация |
| Золотой глобус (2016)                               | «Лучший режиссёр»                        | Тодд Хейнс                                     | Номинация |
| Золотой глобус (2016)                               | «Лучшая женская роль — драма»            | Кейт Бланшетт                                  | Номинация |
| Золотой глобус (2016)                               | «Лучшая женская роль — драма»            | Руни Мара                                      | Номинация |
| Золотой глобус (2016)                               | «Лучшая музыка к фильму»                 | Картер Бёруэлл                                 | Номинация |
| Премия Гильдии киноактёров США (2016)               | «Лучшая женская роль»                    | Кейт Бланшетт                                  | Номинация |
| Премия Гильдии киноактёров США (2016)               | «Лучшая женская роль второго плана»      | Руни Мара                                      | Номинация |
| Независимый дух (2016)                              | «Лучший фильм»                           | Элизабет Карлсен, Кристин Ванчон, Стивен Вулли | Номинация |
| Независимый дух (2016)                              | «Лучший режиссёр»                        | Тодд Хейнс                                     | Номинация |
| Независимый дух (2016)                              | «Лучшая женская роль»                    | Кейт Бланшетт                                  | Номинация |
| Независимый дух (2016)                              | «Лучшая женская роль»                    | Руни Мара                                      | Номинация |
| Независимый дух (2016)                              | «Лучший сценарий»                        | Филлис Наги                                    | Номинация |
| Независимый дух (2016)                              | «Лучшая операторская работа»             | Эдвард Лэкмен                                  | Победа    |
| Премия Австралийской киноакадемии (2016)            | «Лучший фильм»                           | Элизабет Карлсен, Кристин Ванчон, Стивен Вулли | Номинация |
| Премия Австралийской киноакадемии (2016)            | «Лучший режиссёр»                        | Тодд Хейнс                                     | Номинация |
| Премия Австралийской киноакадемии (2016)            | «Лучшая женская роль»                    | Кейт Бланшетт                                  | Победа    |
| Премия Австралийской киноакадемии (2016)            | «Лучшая женская роль второго плана»      | Руни Мара                                      | Победа    |
| Премия Австралийской киноакадемии (2016)            | «Лучший сценарий»                        | Филлис Наги                                    | Номинация |
| Премия Лондонского кружка кинокритиков (2016)       | «Лучший фильм года»                      |                                                | Номинация |
| Премия Лондонского кружка кинокритиков (2016)       | «Лучший режиссёр»                        | Тодд Хейнс                                     | Номинация |
| Премия Лондонского кружка кинокритиков (2016)       | «Лучшая женская роль»                    | Кейт Бланшетт                                  | Номинация |
| Премия Лондонского кружка кинокритиков (2016)       | «Лучшая женская роль»                    | Руни Мара                                      | Номинация |
| Премия Лондонского кружка кинокритиков (2016)       | «Лучший сценарий»                        | Филлис Наги                                    | Номинация |
| Премия Лондонского кружка кинокритиков (2016)       | «Лучшее техническое достижение»          | Картер Бёруэлл (музыка)                        | Номинация |
| Премия Лондонского кружка кинокритиков (2016)       | «Лучшее техническое достижение»          | Эдвард Лэкмен (операторская работа)            | Победа    |
| Давид ди Донателло (2016)                           | «Лучший иностранный фильм»               | Тодд Хейнс                                     | Номинация |
| Золотой жук (2016)                                  | «Лучший иностранный фильм»               | Тодд Хейнс                                     | Номинация |
| Премия Гильдии сценаристов США (2016)               | «Лучший адаптированный сценарий»         | Филлис Наги                                    | Номинация |
| Бодиль (2017)                                       | «Лучший американский фильм»              | Тодд Хейнс                                     | Номинация |